# VIA Technologies
VIA Technologies Inc. (kinesisk: 威盛電子; pinyin: Wēishèng Diànzǐ) er en taiwansk producent af integrerede kredsløb, primært motherboard, chipset, CPU og RAM. VIA udfører forskning og udvikling, men får deres produkter fabrikeret hos anden part.
Virksomheden blev etableret i 1987 i Fremont, Californien af Cher Wang. I 1992 blev det besluttet at flytte hovedkvarteret til Taipei, Taiwan.